# Jetztmusik Festival

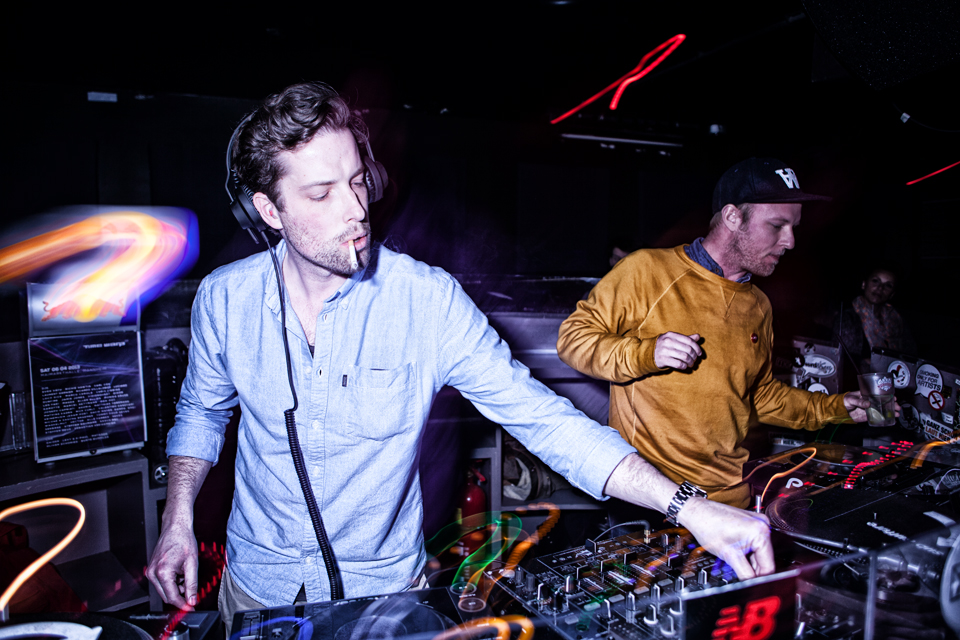
Trickski bei der Opening-Party 2013

Das Jetztmusik Festival ist ein in Mannheim stattfindendes Musikfestival, das elektronische Musik mit anderen Kunstformen wie Film, Literatur, Tanz oder darstellender Kunst verbindet und in unterschiedlichen, häufig unkonventionellen Locations präsentiert. Seit 2007 wird es jährlich Ende März veranstaltet.

## Idee
Entstanden ist das Jetztmusik Festival aus dem Bestreben, bestehende Genregrenzen zu überwinden und durch die Verbindung verschiedener Kunstformen neue ästhetische Erfahrungen zu ermöglichen. Elektronische Musik wird mit klassischer Musik, Jazz, Hip Hop und anderen Genres präsentiert. Dabei gehören nicht nur musikalische Beiträge, sondern auch Lesungen, Tanzperformances und Filmvorführungen zum Programm des Festivals. In diesem Rahmen soll durch die experimentelle Kombination verschiedener Künste ein vielseitiges Publikum angesprochen werden, das in dieser Form sonst eher selten zusammenfindet.
In den letzten Jahren waren vor allem Musiker zu Gast, die an der Schnittstelle von elektronischer Musik zu anderen Musikrichtungen einzuordnen sind:
Stefan Goldmann, Elektro Guzzi, DJ Stachy, Dominik Eulberg, Kammerflimmer Kollektief, Kollektiv Turmstrasse, Move D, Aural Float, Jacques Palminger, Raphaël Marionneau, Moritz Eggert, Bernhard Fleischmann, Niobe, RadioMentale, Demdike Stare, Pulshar, Disharmonic Balance, No Accident in Paradise, Piano Interrupted, Trees in Reverse, Disco Monique, Studio Électronique, Pathetic Waste of Talent uvm.
Weiterhin traten Autoren im Rahmen von Lesungen auf, die teilweise auch musikalisch begleitet wurden: Thomas Meinecke, Anton Waldt, Markus Kavka, Carl Weissner, Lee Hollis, Dietmar Dath, Ewald Palmetshofer, Stefan Römer, Robin Felder uvm.

## Spielstätten

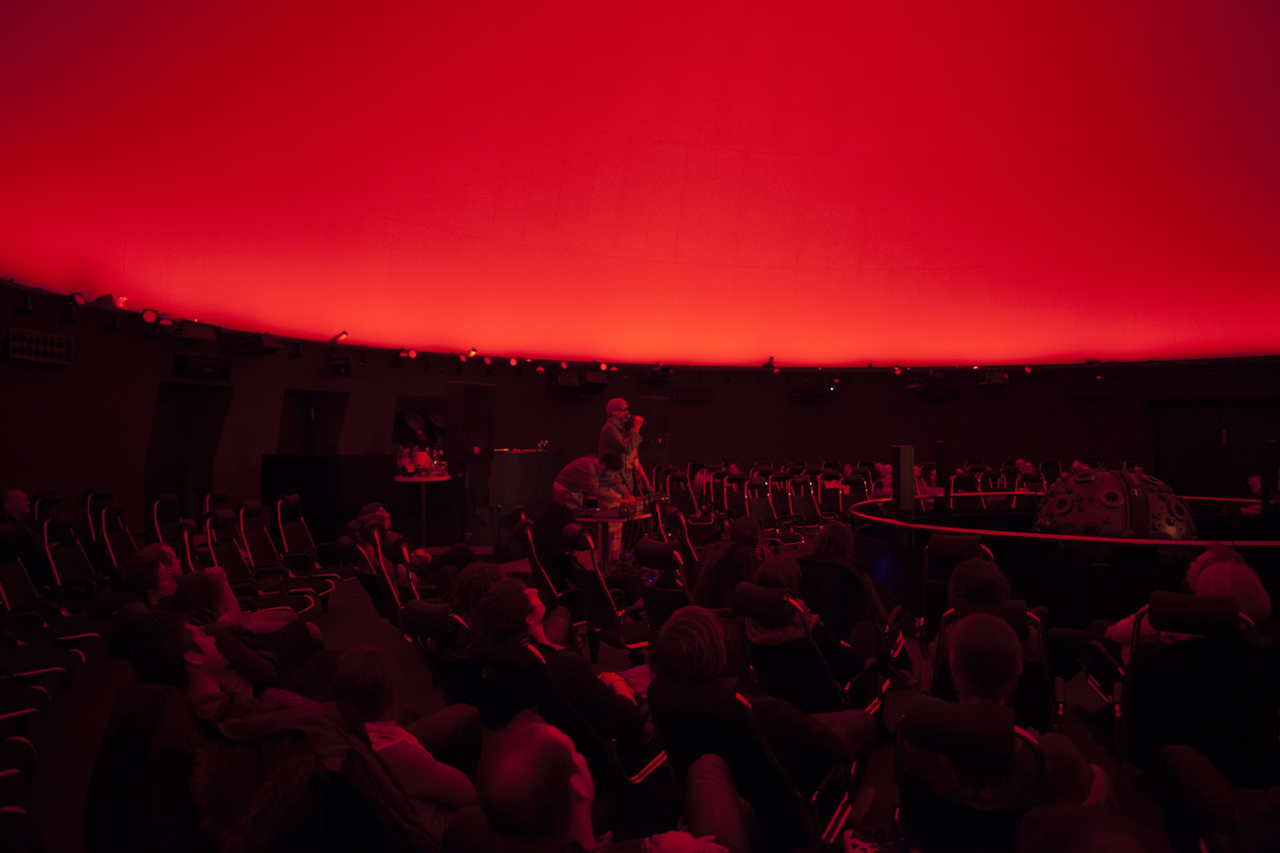
Jacques Palminger & The Kings of Dubrock: Konzert mit Videoprojektionen im Planetarium Mannheim.

Die Veranstaltungen finden an unterschiedlichen Orten in Mannheim statt. Neben den bekannten Spielstätten für Musik, Tanz und Literatur, wie unter anderem der Alten Feuerwache, dem Nationaltheater Mannheim oder Zeitraumexit werden einige der Programmpunkte aus ihrem traditionellen Aufführungskontext herausgelöst und in unkonventionelle Locations gebracht.
Ein wiederkehrendes Event ist zum Beispiel der Cinemix, bei dem Stummfilmklassiker im Atlantis Kino von Künstlern Live vertont werden. Im Planetarium Mannheim wurden auditive mit visuellen Eindrücken vermischt. Auch das Herschelbad oder viele der ansässigen Galerien fungierten schon als Spielstätte für das Jetztmusik Festival. 2013 traten Künstler im Luisenpark Mannheim in den, auf dem Kutzerweiher schwimmenden, Gondolettas für deren Fahrgäste auf.